# In the Flesh: Live
Európában 2000. december 4-én, az Egyesült Államokban egy nappal később jelent meg Roger Waters második koncertalbuma, az In The Flesh: Live.
Az albumon az In The Flesh világkörüli turné anyaga hallható, melyet 2000 március – június között rögzítettek. Két évvel később DVD-n kiadták a filmanyagot is, melyet 2000. június 27-én vettek fel a Rose Garden Arena-ban Portlandben. Az album Super Audio CD (SACD) változatban is megjelent 2001. november 13-án.

## Számok

### Első lemez
A dalokat Roger Waters énekli, az eltéréseknél ezt külön jeleztük.
1. In the Flesh (Waters) – 4:41
2. The Happiest Days of Our Lives (Waters) – 1:39
3. Another Brick in the Wall, Part II (Waters) – 5:53
  - ének: Roger Waters és Doyle Bramhall II
4. Mother (Waters) – 5:37
  - ének: Roger Waters és Katie Kissoon
5. Get Your Filthy Hands Off My Desert (Waters) – 1:00
6. Southampton Dock (Waters) – 2:15
7. Pigs on the Wing, Part 1 (Waters) – 1:18
8. Dogs (Waters/Gilmour) – 16:23
  - ének: Jon Carin, Roger Waters és Doyle Bramhall II
9. Welcome to the Machine (Waters) – 6:54
10. Wish You Were Here (Gilmour/Waters) – 4:57
11. Shine On You Crazy Diamond, Pts. 1-8 (Gilmour/Waters/Wright) – 15:00
12. Set the Controls for the Heart of the Sun (Waters) – 7:15

### Második lemez
1. Breathe (In the Air) (Gilmour/Waters/Wright) – 3:22
  - ének: Doyle Bramhall II és Jon Carin
2. Time (Gilmour/Mason/Waters/Wright) – 6:24
  - ének: Roger Waters és Doyle Bramhall II
3. Money – 6:11
  - ének: Doyle Bramhall II
4. Pros and Cons of Hitch Hiking, Part 11 (AKA 5:06 AM – Every Strangers' Eyes) (Waters) – 5:19
5. Perfect Sense (Parts 1 and 2) (Waters) – 7:26
  - ének: Roger Waters és P.P. Arnold
6. The Bravery of Being Out of Range (Waters) – 5:05
7. It's a Miracle (Waters) – 8:12
8. Amused to Death (Waters) – 9:24
9. Brain Damage (Waters) – 4:07
10. Eclipse (Waters) – 2:18
11. Comfortably Numb (Gilmour/Waters) – 8:10
  - ének: Roger Waters és Doyle Bramhall II
12. Each Small Candle (Waters) – 9:18

## Előadók
- Roger Waters – basszusgitár, akusztikus gitár, elektromos gitár, vezető ének
- Doyle Bramhall II – gitár, ének
- Andy Fairweather Low  – gitár, basszusgitár, ének
- Snowy White   – gitár
- Andy Wallace   – billentyű, hammond orgona
- Jon Carin     – billentyű, gitár, ének
- Graham Broad     – dob
- Katie Kisscon  – ének
- Susannah Melvoin       – ének
- P.P. Arnold – ének

## Külső hivatkozások
- Roger Waters International Fan Club